# Arturo Noguerol
Arturo Noguerol Buján (Orense, 6 de mayo de 1892- Serantes, 12 de septiembre de 1936) fue un abogado e intelectual galleguista.
Nació en Orense y se licenció en Derecho. Amigo de Vicente Risco, participó en la publicación La Centuria que fue de vital importancia para el paso de una generación de intelectuales orensanos al galleguismo de las Irmandades da Fala, lo que daría origen al Grupo Nós. Fundador y colaborador de la revista Nós. Escribe en otras publicaciones como A Nosa Terra, La Billarda o La Zarpa. Secretario de administración local del ayuntamiento de Serantes fue detenido, oficialmente por propagar noticias tendenciosas, tras la sublevación del ejército en el año 1936 y "paseado", apareciendo su cuerpo en una cuneta en las afueras de Ferrol. 